# George Parsons Trophy
George Parsons Trophy (fr. Trophée George Parsons) – nagroda przyznawana każdego sezonu dla najbardziej uczciwego sportowca turnieju o Memorial Cup. Trofeum zostało nazwane od imienia i nazwiska George’a Parsonsa.

## Lista nagrodzonych
- 1973–1974: Guy Chouinard, Quebec Remparts
- 1974–1975: John Smrke, Toronto Marlboros
- 1975–1976: Richard Shinske, New Westminster Bruins
- 1976–1977: Bobby Smith, Ottawa 67’s
- 1977–1978: Mark Kirton, Peterborough Petes
- 1978–1979: Chris Halyk, Peterborough Petes
- 1979–1980: Dale Hawerchuk, Cornwall Royals
- 1980–1981: Mark Morrison, Victoria Cougars
- 1981–1982: Brian Bellows, Kitchener Rangers
- 1982–1983: David Gans, Oshawa Generals
- 1983–1984: Brian Wilks, Kitchener Rangers
- 1984–1985: Tony Grenier, Prince Albert Raiders
- 1985–1986: Kerry Huffman, Guelph Platers
- 1986–1987: Scott McCrory, Oshawa Generals
- 1987–1988: Martin Gelinas, Hull Olympiques
- 1988–1989: Jamey Hicks, Peterborough Petes
- 1989–1990: Jason Firth, Kitchener Rangers
- 1990–1991: Ray Whitney, Spokane Chiefs
- 1991–1992: Colin Miller, Sault Ste. Marie Greyhounds
- 1992–1993: Jason Dawe, Peterborough Petes
- 1993–1994: Yanick Dubé, Laval Titan
- 1994–1995: Jarome Iginla, Kamloops Blazers
- 1996: Mike Williams, Peterborough Petes
- 1997: Radsoslav Suchy, Chicoutimi Saguenéens
- 1998: Manny Malhotra, Guelph Storm
- 1999: Brian Campbell, Ottawa 67’s
- 2000: Brandon Reid, Halifax Mooseheads
- 2001: Brandon Reid, Val-d’Or Foreurs
- 2002: Tomas Plihal, Kootenay Ice
- 2003: Gregory Campbell, Kitchener Rangers
- 2004: Josh Gorges, Kelowna Rockets
- 2005: Marc-Antoine Pouliot, Rimouski Océanic
- 2006: Jerome Samson, Moncton Wildcats
- 2007: Brennan Bosch, Medicine Hat Tigers
- 2008: Matthew Halischuk, Kitchener Rangers
- 2009: Yannick Riendeau, Drummondville Voltigeurs
- 2010: Toni Rajala, Brandon Wheat Kings
- 2011: Marc Cantin, Mississauga St. Michael’s Majors
- 2012: Zack Phillips, Saint John Sea Dogs
- 2013: Bo Horvat, London Knights
- 2014: Curtis Lazar, Edmonton Oil Kings
- 2015: Alexis Loiseau, Rimouski Oceanic
- 2016: Francis Perron, Rouyn-Noranda Huskies
- 2017: Anthony Cirelli, Erie Otters